# 彭蘭 (北卡羅萊納州)
彭蘭（英語：Penland）是位於美國北卡羅萊納州米切爾縣的非建制地區。

## 歷史
彭蘭的郵局自1879年營運至今。

## 地理
彭蘭所處的海拔為高於海平面750米（即2461英呎），而該地所採用的時區為UTC-5，即北美东部时区（EST）。同時該地設有夏令時間，為UTC-5調快一小時，即UTC-4（EDT）。